# Джорджа Фокс
Джорджа-Ан Фокс (на английски: Jorja Fox) е американска актриса. Тя е най-известна с ролята си на Сара Сайдъл в популярната американска криминална телевизионна драма От местопрестъплението (CSI:Crime Scene Investigation). Убеден вегетарианец, тя работи с ПЕТА за популяризиране на вегетарианството. Живее в Лос Анджелис със своето куче Али и две котки. През 2003 г. е определена за № 80 от „Stuff magazine“ в листата им за 103-те най-сексапилни жени.

## Филмография
- The Kill-Off (1989) (as Jorjan Fox) .... Myra Pavlov
- Summer Stories: The Mall (1992) (mini) TV Series (as Jorjan Fox) .... Diane
- Happy Hell Night (1992) (uncredited) .... Kappa Sig Girl
- Dead Drunk (1993) (as Jorjan Fox) .... Maggie Glendon
- Law & Order .... Paula Engren (1 episode, 1993)
- Missing Persons (1993) TV Series .... Officer Connie Karadzic
- Dead Funny (1994) (as Jorjan Fox) .... Fate 3
- The Jerky Boys (1995) (as Jorjan Fox) .... Lazarro's Young Lady
- Alchemy (1995) (TV) .... Josie
- Velocity Trap (1997) .... Pallas
- Ellen .... The Attractive Woman (1 episode, 1997)
- House of Frankenstein 1997 (1997) (TV) .... Felicity
- How to Make the Cruelest Month (1998) .... Sarah Bryant
- ER .... Dr. Maggie Doyle (33 episodes, 1996 – 1999)
- Forever Fabulous (1999) .... Liz Guild
- The Hungry Bachelors Club (1999) .... Delmar Youngblood
- „Мементо“ (Memento, 2000) .... Leonard's Wife
- The West Wing .... Agent Gina Toscano / ... (6 episodes, 2000)
- CSI: Crime Scene Investigation .... Sara Sidle